# Stamväg 51

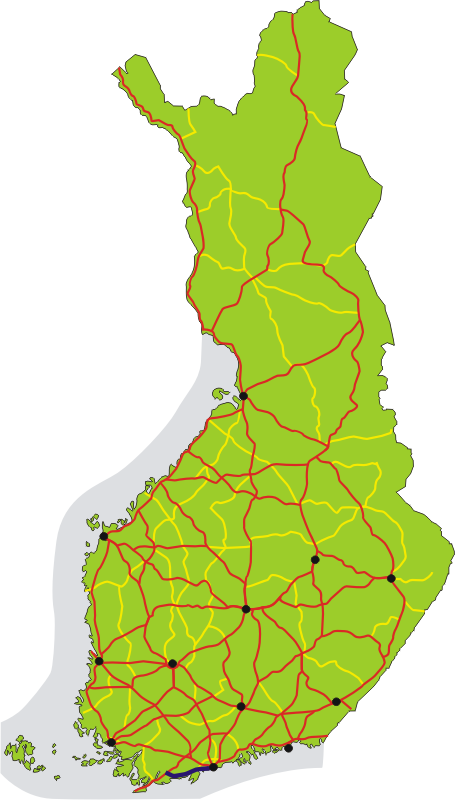
Stamväg 51 markerad med mörkblått på kartan

Stamväg 51 är en av Finlands huvudvägar som går från Helsingfors till Karis i Raseborgs stad. Vägen är även känd som Kustvägen eller Hangövägen. I Helsingfors, Esbo och Kyrkslätt kallas motorvägssträckan Västerleden. Totalt 28 km av stamvägen är motorväg, från Helsingfors centrum västerut. 
Under Porkalaparentesen 1944-1956 tvingades man ändra rutten för vägen till att följa rutten för nuvarande Förbindelseväg 1130 från Köklax via Sjundeå till Riksväg 25. 

## Rutt
Stamväg 51 passerar följande kommuner och korsar följande vägar. 
- Helsingfors
- Esbo Ring I och Ring II
- Kyrkslätt Ring III/Stamväg 50
- Sjundeå
- Ingå
- Raseborgs stad Riksväg 25